# 서준열
서준열(1985년 12월 1일 ~ )은 대한민국의 배우이다.

## 출연작

### 영화
- 《걷기왕》 (2016년) - 서울팀코치 2 역
- 《친구 누나》 (2016년) - 희규 역
- 《트라우마》 (2015년) - 기웅 역
- 《응징자》 (2013년) - 어린 두준 역
- 《천사의 숨소리》 (2012년) - 준열 역
- 《고지전》 (2011년) - 담배 병사 역
- 《가족 계획》 (2010년) - 정비사 역
- 《여행간 사이》 (2009년)
- 《어디가》 (2007년)

### 드라마
- 《마보이》 (2012년, 투니버스) - 한결 역

### 연극
- 《렛미인》 (2016년) - 오스카 역
- 《나쁜자석》 (2017년) - 고든 역
- 《M.Butterfly》 (2017년) - 송릴링 역

- 《여행간 사이》
- 《내남자를 죽여줘》
- 《사랑을 찾아》
- 《칠수와 만수》
- 《라이어 1탄》
- 《해바라기》

### 뮤직비디오
- 태사비애 - 사랑에 빠졌어 (2009년)